# اندرا
اندرا (به لاتین: Andara) یک منطقهٔ مسکونی در نامیبیا است.